# Route nationale 189a

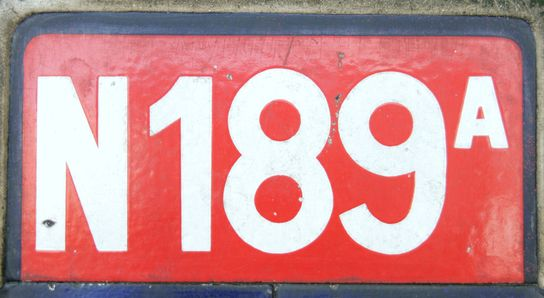
Cartouche de la N 189^{A}

La route nationale 189A, ou RN 189A, était une route nationale française reliant Paris (Quai d'Issy) à Issy-les-Moulineaux par les quais de la rive gauche de la Seine.
Elle a été déclassée en RD 7 comme l'ensemble des quais de la rive gauche de la Seine dans les Hauts-de-Seine.